# Amar Mellah
Pour les articles homonymes, voir Mellah (homonymie).
Amar Mellah (en arabe عمار ملاح), né le 15 février 1938 à El Madher (Algérie), est une personnalité politique algérienne.

## Biographie
Né le 15 février 1938 à El Madher (dans la région de Batna), Amar Mellah, de son vrai nom Mohamed Salah Mellah, rejoint l'ALN immédiatement après la grève des étudiants en mai 1956. Selon Mohammed Harbi, il s'oppose dans un premier temps au déclenchement de ce mouvement, précisant : « je viens de Tunis, où l'on m'a empêché d'aller au maquis parce qu'on estimait préfrable que je termine mes études ».
Il combat notamment dans les régions de son village natal Ain El-Ksar (El Madher), au djebel Bouarif et gravit les échelons de la responsabilité, sur le terrain, l'arme au poing : commandant de l'Armée de libération nationale (ALN) (Wilaya 1 : Aurès - Nemamchas), puis, en janvier 1962, il est promu membre du Conseil de la Wilaya 1, commandant chargé des renseignements et des liaisons.
Il opte pour le service actif au sein de l'Armée nationale populaire (ANP) après l'indépendance en 1962. Il occupe plusieurs responsabilités au sein de l'ANP :  commandant de la 5e Région militaire (Batna) 1962-1964, commandant de la 4e Région militaire (Ouargla) 1964-1965.
Après des études militaires effectuées entre 1965 et 1967, dans le domaine du Commandement de l'État Major Général de l'Armée, à l'Académie militaire Frounzé, à Moscou (URSS), il rejoint le Poste du Commandement (PC) de l'État Major Général (EMG) à Alger à la tête du Bureau Organisation et Mobilisation de l'EMG de l'ANP. 
Il participe avec Tahar Zbiri, à la tentative avortée du coup d'État du 14 décembre 1967  contre le Président Houari Boumédiène. Le 23 juillet 1969, il est condamné à mort avec cinq de ses co-accusés.
Il est l'initiateur principal du coup d'État raté contre le Président Houari Boumédiène, en avril 1968, où, à la sortie du conseil des ministres, Boumediène et Rabah Bitat sont la cible de rafales de mitraillette. En mai 1968, il est arrêté et condamné à mort par la Cour Révolutionnaire d'Oran en 1969. Après avoir purgé onze années de prison, il est gracié et libéré en avril 1979 par le président Chadli Bendjedid.
Amar Mellah est membre du Conseil National des Moudjahidine depuis 1990 et président de l'Association du 1er novembre 1954 pour la Commémoration et la Sauvegarde de la Révolution dans les Aurès (Batna).
En janvier 2010, Amar Mellah est désigné membre du Conseil de la Nation (sénateur) du tiers présidentiel par le président Abdelaziz Bouteflika.
Il est l'auteur de plusieurs ouvrages sur l'histoire de la révolution algérienne:
- Mouvement du 14 décembre 1967 des officiers de l'ANP
- Faits et Réalités de la Révolution dans les Aurès
- Dirigeants de l'Armée de Libération Nationale de la Wilaya 1 pendant la Révolution Algérienne